# Gabriel Rasch
Gabriel Rasch (Ringerike, Buskerud, 8 d'abril de 1976) és un ciclista noruec que fou professional del 2005 al 2014. Un cop retirat, passa a la direcció esportiva.

## Palmarès
- 1994
  -  Campionat de Noruega júnior en contrarellotge
- 2001
  -  Campionat de Noruega en contrarellotge per equips
- 2003
  -  Campió de Noruega en ruta
- 2005
  - 1r a la Roserittet
- 2006
  - 1r al Gran Premi Ringerike
  - 1r al Gran Premi Möbel Alvisse
- 2007
  - 1r a la Roine-Alps Isera Tour i vencedor d'una etapa
- 2011
  - 1r al Gran Premi Ringerike

### Resultats a la Volta a Espanya
- 2008. 86è de la classificació general
- 2009. 101è de la classificació general
- 2012. 118è de la classificació general

### Resultats al Giro d'Itàlia
- 2010. Abandona (20a etapa)
- 2012. 151è de la classificació general